# Nowogródek Pomorski
Nowogródek Pomorski (deutsch Neuenburg (Soldin)) ist ein Dorf und Sitz der gleichnamigen  Landgemeinde  im Powiat Myśliborski (Soldiner Kreis) in der polnischen Woiwodschaft Westpommern.

## Geographische Lage
Das Dorf liegt in der Neumark, etwa zehn Kilometer östlich von Myślibórz (Soldin) und 64 Kilometer südlich von Stettin.

## Geschichte
Erstmals urkundlich erwähnt wird der Ort 1298 als Nienborch. Der Ort ist im Neumärkischem Landbuch 1337, damals noch Nienborgh, erwähnt, und zwar mit einer Größe von 84 Hufen, das Pfarrgut 8, Diderick Valkenberg für einen Lehndienst 8, Gisteruitz für einen Lehndienst 6, Zabel Valkenberg für ein Drittel Lehndienst 3 Hufen, Holtzbutel für einen Teil-Lehndienst 4 Ruten.
Vermutlich im Dreißigjährigen Krieg wurde Neuenburg „gänzlich verwüstet“ und nachher als Dorf wieder aufgebaut, die Kirche aber erst 1752. Das adelige Gut gehörte 1704 der Familie Liebenthal. 1718 gehörten Dorf und Amtsvorwerk zum Domänenamt Karzig (Carzig) und hatten bei 47 Hufen Größe 70 Feuerstellen mit 432 Einwohnern. Im Einzelnen bestand der Ort aus: 1 Lehnschulze, 1 Brazkrüger, 11 Bauern, 2 Halbbauern, 9 Kossäten, 3 Freileute, 64 Einlieger, 1 Rademacher und 1 Schmied. In früheren Zeiten war Neuenburg ein Flecken, das heißt eine Ortschaft, der einige, aber nicht vollständige Stadtrechte verliehen worden waren, auch war Neuenburg zum Teil befestigt.

### Frühe Neuzeit

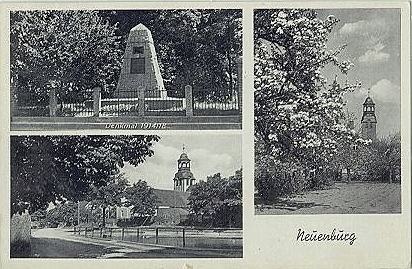
Postkarte Neuenburg

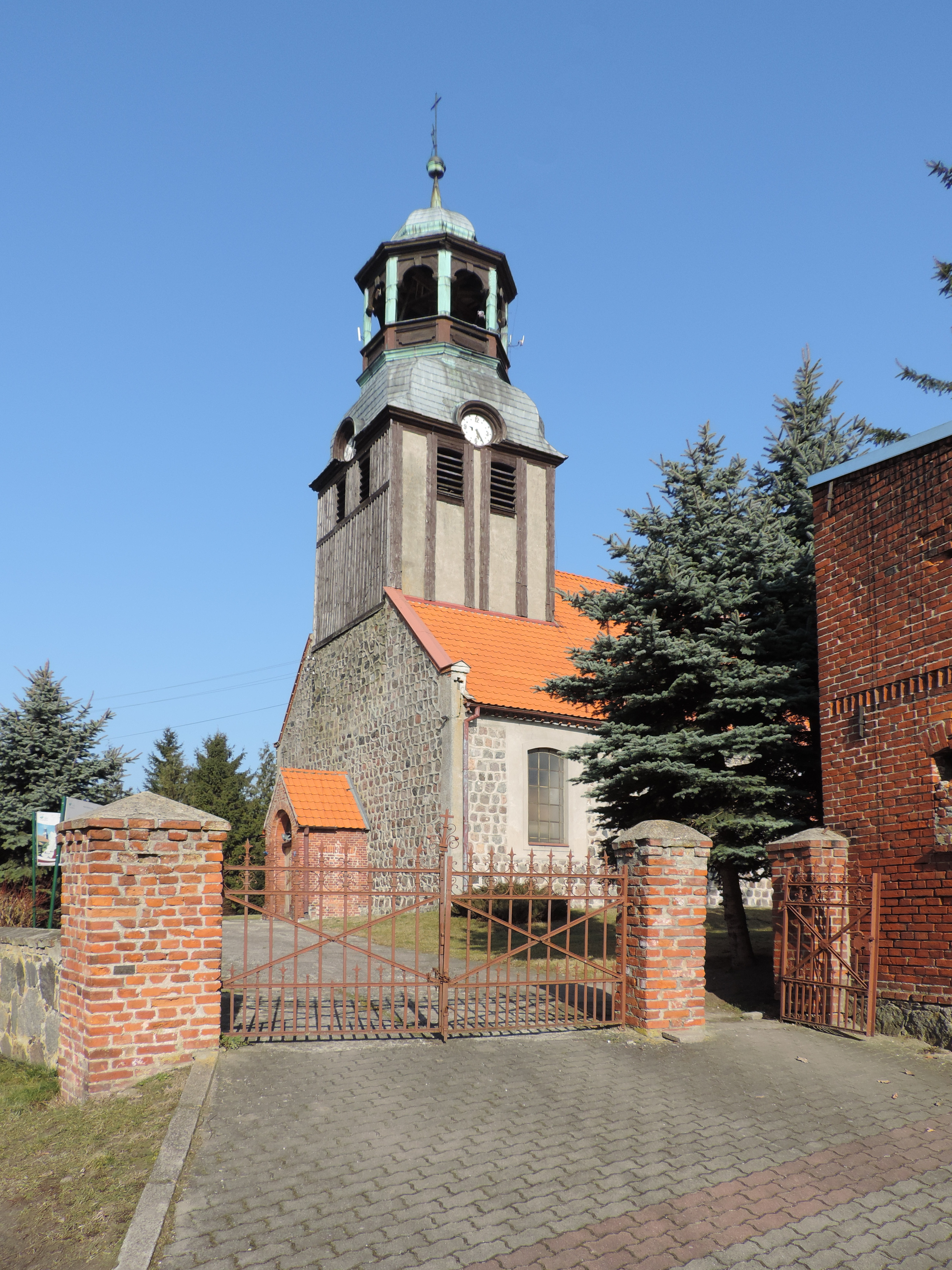
Pfarrkirche Unserer Lieben Frau Königin von Polen

### 19. und 20. Jahrhundert
Das ursprünglich in adeligem Besitz befindliche Gut wurde zu Anfang des 19. Jahrhunderts in zwei Teile geteilt, ein Teil kam zum Rittergut Giesenbrügge, der andere Teil zum Domänenvorwerk. Das Erstere war sowohl 1914 als auch 1929 im Besitz der Familie Grap, die jedoch noch weitere Höfe in Neuenburg besaß. Insgesamt bestanden noch weitere 10 Bauernhöfe. Neuenburg liegt 10 km ostwärts Soldin an der Straße Soldin-Karzig, es hatte 1939 729 Einwohner. Die waldarme Feldmark besaß ein großes Bruch, das von der Gemeinde im 18. Jahrhundert urbar gemacht wurde.
Im Jahr 1945 gehörte Neuenburg zum Landkreis Soldin im Regierungsbezirk Frankfurt der Provinz Brandenburg des Deutschen Reichs.
Gegen Ende des Zweiten Weltkriegs wurde die Region mit Neuenburg im Frühjahr 1945 von der Roten Armee besetzt. Im Sommer 1945 wurde Neuenburg  mit dem Kreis Soldin von der sowjetischen Besatzungsmacht gemäß dem Potsdamer Abkommen unter die Verwaltung der Volksrepublik Polen gestellt. Danach begann im Kreisgebiet die Zuwanderung von Migranten, anfangs vorwiegend aus den von der Sowjetunion annektierten Gebieten östlich der neuen polnischen Ostgrenze, den sogenannten Kresy. Die polnische Ortsbezeichnung Nowogródek Pomorski wurde eingeführt. In der Folgezeit begann die örtliche polnische Verwaltungsbehörde mit der  Vertreibung der einheimischen Bevölkerung Neuenburgs, um sie durch Polen zu ersetzen.

### Demographie
| Jahr | Einwohner | Anmerkungen        |
| ---- | --------- | ------------------ |
| 1816 | 475       | [ 4 ]              |
| 1840 | 788       | [ 5 ]              |
| 1852 | 950       | [ 6 ]              |
| 1858 | 972       | davon sieben Juden |
| 1910 | 794       | am 1. Dezember     |
| 1933 | 785       | [ 10 ]             |
| 1939 | 729       | [ 10 ]             |

## Sehenswürdigkeiten
Römisch-katholische Pfarrkirche Unserer Lieben Frau Königin von Polen
Die inmitten des Dorfes gelegene Kirche wurde Ende des 13. Jahrhunderts aus Granitsteinen errichtet. Sie wurde Anfang des 18. Jahrhunderts zerstört und 1752 wieder aufgebaut, gleichzeitig wurden über der Westfassade ein Fachwerkturm und eine Sakristei angebaut. Auch die Form der Fenster wurde komplett verändert, indem breite, abschnittsweise geschlossene Öffnungen eingeführt wurden. An der West- und Südfassade wurden im 19. Jahrhundert kleine Vorbauten angebaut. Stilistisch handelt es sich um eine frühgotische Kirche mit Elementen des Barocks an den Fenstern und am Turm. Das Gebäude hat drei Schiffe, das Hauptschiff ist mit einem erhöhten Pseudo-Tonnengewölbe bedeckt, während die Seitenschiffe mit einer Balkendecke in einem Lünettengewölbe bedeckt sind. Zur Ausstattung gehören unter anderem ein neubarocker Altar aus dem 19. Jahrhundert und ein neugotischer Taufstein aus demselben Jahrhundert. Am 2. Februar 1947 wurde die seit der Reformation evangelische Kirche katholisch geweiht.

## Gemeinde
Zur Landgemeinde Nowogródek Pomorski gehören die Ortschaften:
| - Giżyn (Giesenbrügge) - Golin (Gollin) - Karlin (Keller) - Karsko (Karzig) - Kinice (Kienitz) - Parzeńsko (Wollhaus) - Rokitno (Arnoldshof) - Świątki (Tempelhof) | - Trzcinna (Schöneberg) - Chocień (Landwehr) - Kolonia Nowogródek Pomorski - Lipin (Lindwerder) - Ławin (Heller) - Pachocino - Rataje (Kossäthenfeld) - Smolary | - Smólsko - Sołacz (Hufenbruch) - Somin (Sommin) - Stawno - Sumiak (Kleefeld) - Trzciniec - Ulejno (Krügerswunsch) |

## Persönlichkeiten
- Wilhelm Adolf Lette (1799–1868), Sozialpolitiker und Jurist, geboren in Kienitz